# Mercurius de Vipera
Giovanni Mercurius de Vipera (* 1436 in Benevento; † 26. Mai 1527 in Rom) war ein italienischer römisch-katholischer Bischof.

## Leben
Der aus Süditalien stammende Mercurius de Vipera war zunächst Regens der Apostolischen Pönitentiarie und Auditor der Römischen Rota. 1513 wird er in Rom urkundlich als Rotanotar erwähnt, der auf gleich zwei Domherrenstellen am Lübecker Dom verzichtete, und zwar auf eine zugunsten des späteren Rotanotars und Lübecker Domherren Franz Diemann aufgrund eines mit diesem geführten Rechtsstreits und auf die andere zugunsten des in Rom tätigen Lübecker Klerikers Johannes Pumpel.
Vier Jahre vor seinem Tod wurde er 1523 Bischof von Bagnoregio, einem mittelitalienischen Bistum, welches 1986 in dem Bistum Viterbo aufging und heute lediglich als Titularbistum fortbesteht. Ab 1524 war er der in Rom von Papst Clemens VII. ernannte zuständige Richter im Streit des Hamburger Scholasters Heinrich Banzkow mit der Hamburger Bürgerschaft um das Schulwesen in der Stadt.
Mercurio de Vipera kam beim Sacco di Roma um; er wurde in Santo Stefano del Cacco bestattet, wo sowohl sein Bruder Trajan Vipera wie auch sein Bruder Peter Vipera ihm jeweils ein Grabdenkmal setzten.

## Schriften
- Oratio [de justiciae laudibus]. [Rome: Johannes Beplin, ca. 1513]
- R. P. D. Mercurii Vipere Beneventani rote sacri Palatii auditoris primarii Orationes una de laudibus christiane religionis ; Altera de virtutum de coro. [Romae?] : [s.n.], [1514?]
- De divino et vero numine apologeticon. [Rom 1515]
- De disciplinarum virtutumque Laudibus opusculum. [Rome: Etienne Guilleret, 14. September 1515]
- Orationes. [Rome: Etienne Guilleret & Ercole Nani, 30. September 1514].
- De prisco & sacro instituto. 1517
- De publicis & civilibus institutis.
- De humanarum divinarumque rerum enarrationibus.
- De præclare dictis & gestis.
- Libros decem contra aberrantes a recto divini cultus itinere. Rom 1522